# 611
611 (DCXI) fue un año común comenzado en viernes del calendario juliano, en vigor en aquella fecha.

## Acontecimientos
- Calakmul vence a la ciudad de Palenque.
- Cynegils se convierte en el rey de Wessex.

## Fallecimientos
- Ceolwulf, rey de Wessex.